# Курьянов, Николай Фёдорович
Николай Фёдорович Курьянов (1 декабря 1899 — 6 января 1963) — советский военачальник, генерал-майор, участник Великой Отечественной войны.

## Биография
Николай Фёдорович Курьянов родился 1 декабря 1899 года в городе Колывань. 
В сентябре 1918 года он был мобилизован в армию адмирала А. В. Колчака. В ноябре 1919 года вместе с сослуживцами участвовал в восстании против колчаковского правительства, и после его подавления бежал в красным партизанам. С приходом Красной Армии служил в милиции в родном городе. В июле 1920 года там произошло антисоветское восстание, и Курьянов был захвачен повстанцами, однако вскоре его освободили наступающие красноармейские части. С июля 1920 года был военным комиссаром Колывани. 
В марте 1922 года по партийной мобилизации Курьянов был призван на службу в Рабоче-Крестьянскую Красную Армию. Служил на различных военно-политических должностях. В 1926 году окончил химические курсы усовершенствования командного состава и продолжил службу в различных авиационных и зенитно-артиллерийских войсковых частях. В 1936 году окончил курсы усовершенствования командного состава при Военно-воздушной инженерной академии имени Н. Е. Жуковского. С апреля 1938 года служил помощником начальника 1-го отделения штаба 1-го корпуса ПВО. Участвовал в разработке планов противовоздушной обороны Москвы, организации командных пунктов и боевого управления частями.
Участвовал в битве за Москву, будучи на той же должности. Принимал активное участие в организации противовоздушной обороны столицы в условиях массированных авиационных налётов. В конце октября 1941 года был направлен в Куйбышев, где ему было поручено сформировать 5-ю дивизию ПВО, позднее преобразованную в Куйбышевский дивизионный район ПВО. Курьянов исполнял обязанности командира этой дивизии, затем был начальником штаба, исполняющим должность командующего районом ПВО. С октября 1942 года был начальником штаба Бакинской армии ПВО. Организовывал противовоздушную оборону Баку, Махачкалы, Батуми, Грозного. С августа 1943 года являлся начальником штаба Восточного фронта ПВО, а после его объединения с Западным фронтом ПВО — начальником штаба Юго-Западного фронта ПВО. Организовывал противовоздушную оборону освобождаемых городов — Киева, Одессы, Львова, Тернополя, Проскурова и других.
После окончания войны продолжал службу в Советской Армии. В 1948 году окончил Высшие артиллерийские академические курсы при Военной артиллерийской академии имени Ф. Э. Дзержинского. 
В мае 1954 года в звании генерал-майора был уволен в запас. 
Проживал в Москве. Умер 6 января 1963 года.

## Награды
- Орден Ленина (30 апреля 1947 года);
- 2 ордена Красного Знамени (3 ноября 1944 года, 13 июня 1952 года);
- Орден Кутузова 2-й степени (18 ноября 1944 года);
- Орден Отечественной войны 1-й степени (20 апреля 1943 года);
- Орден Красной Звезды (24 июля 1941 года);
- Медали «За оборону Москвы», «За оборону Кавказа» и другие.